# NGC 7435
NGC 7435 est une vaste galaxie spirale barrée située dans la constellation des Pégase. Sa vitesse par rapport au fond diffus cosmologique est de 7 038 ± 32 km/s, ce qui correspond à une distance de Hubble de 112,3 ± 7,9 Mpc (∼366 millions d'al). NGC 7435 a été découverte par l'astronome irlandais R. J. Mitchell en 1855.
En raison d'une brillance de surface égale à 14,01 mag/am2, on peut qualifier NGC 7435 de galaxie à faible brillance de surface (LSB en anglais pour low surface brightness). Les galaxies LSB sont des galaxies diffuses (D) avec une brillance de surface inférieure de moins d'une magnitude à celle du ciel nocturne ambiant.
La classe de luminosité de NGC 7435 est I et elle présente une large raie HI.

## Groupe de NGC 7436

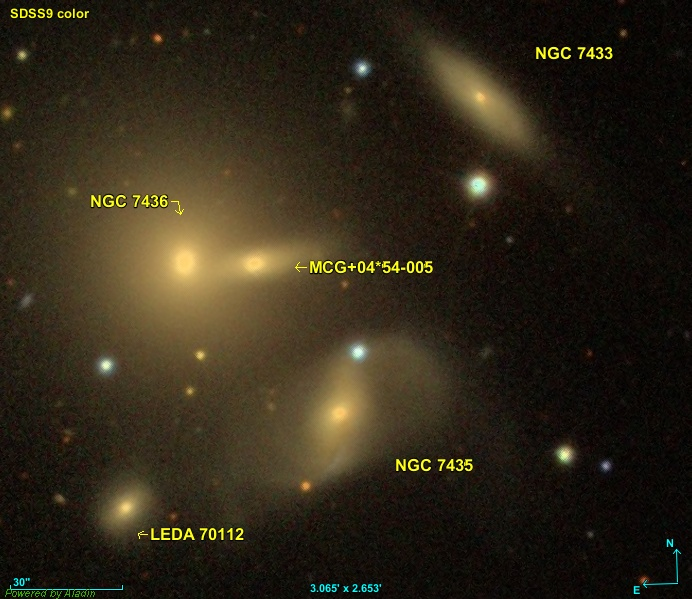
Cinq galaxies se trouvent dans la même région du ciel que NGC 7435 et leur distance de Hubble sont très semblables.

NGC 7435 est l'un des cinq membres du groupe de NGC 7436, la galaxie la plus brillante du groupe. Les quatre autres galaxies sont NGC 7433, NGC 7436, LEDA 70112 et MCG 04 54 005 désignée par certains comme NGC 7436A. Ce groupe est aussi mentionné par la désignation WBL692 par White et al. dans un article publié en 1999. Cet article indique aussi que cinq galaxies sont membres du groupe, mais elles ne sont toutefois malheuresement pas identifiées.
Note : il y a passablement de confusion au sujet de l'identification NGC des galaxies dans ce groupe compacte. Par exemple, ce qui est certainement incorrecte, WikiSky désigne NGC 7433 comme étant NGC 7431.